# Mororejo (Kaliwungu)
Mororejo is een bestuurslaag in het regentschap Kendal van de provincie Midden-Java, Indonesië. Mororejo telt 6631 inwoners (volkstelling 2010).